# Ехілкан
Ехілка́н (рос. Эхилкан) — селище у складі Верхньобуреїнського району Хабаровського краю, Росія. Входить до складу Тирминського сільського поселення.

## Населення
Населення — 72 особи (2010; 120 у 2002).
Національний склад (станом на 2002 рік):
- росіяни — 97 %